# ذراع أهل عليان

تعديل مصدري - تعديل

ذراع أهل عليان هي إحدى قرى عزلة سباح بمديرية سباح التابعة لمحافظة أبين، بلغ تعداد سكانها 98 نسمة حسب تعداد اليمن لعام 2004.